# Trichina pullata
Trichina pullata är en tvåvingeart som beskrevs av Axel Leonard Melander 1927. Trichina pullata ingår i släktet Trichina och familjen puckeldansflugor.
Artens utbredningsområde är Montana. Inga underarter finns listade i Catalogue of Life.